# Abraham Polonsky
Abraham Lincoln Polonsky (New York, 5 december 1910 – Beverly Hills, 26 oktober 1999) was een Amerikaans filmregisseur en scenarioschrijver.

## Loopbaan
Polonsky was de zoon van Joods-Russische immigranten. Na zijn opleiding rechten besloot hij om auteur te worden. Zijn eerste roman The Goose Is Cooked werd gepubliceerd in 1940. Aldus werd hij scenarioschrijver in Hollywood. Polonsky stond bekend als een overtuigd marxist. In de jaren 50 werd hij daarom door de HUAC op een zwarte lijst gezet. Als lid van de Amerikaanse communistische partij was hij actief in de vakbond. Toen hij in 1951 weigerde om partijleden te verklikken, werd hij ontslagen bij de filmstudio 20th Century Fox. Hoewel hij anoniem door kon werken in Hollywood, had de rode angst uit de jaren 50 zijn carrière onherstelbare schade toegebracht.

## Filmografie

### Als scenarioschrijver
- 1947: Body and Soul
- 1947: Golden Earrings
- 1948: Force of Evil
- 1951: I Can Get It for You Wholesale
- 1959: Odds Against Tomorrow
- 1968: Madigan
- 1969: Tell Them Willie Boy Is Here
- 1979: Avalanche Express
- 1982: Monsignor

### Als regisseur
- 1948: Force of Evil
- 1957: Oedipus Rex
- 1969: Tell Them Willie Boy Is Here
- 1971: Romance of a Horsethief